# ادوارد بارتوو
ادوارد بارتوو (انگلیسی: Edward Bartow; زاده ۱۲ ژانویهٔ ۱۸۷۰ – درگذشته ۱۲ آوریل ۱۹۵۸) شیمی‌دان اهل ایالات متحده آمریکا بود.